# بنجامين هاريسون الخامس
بنجامين هاريسون الخامس (بالإنجليزية: Benjamin Harrison V)‏ (1726 – 1791) هو سياسي أمريكي وأحد موقعي اعلان الاستقلال. ولد في بيركيلي في مقاطعة تشارلز سيتي في فرجينيا في 5 أبريل 1726. وكان يظن أنه سليل توماس هاريسون الذي شارك قتل الملك تشارلز الأول ملك إنجلترا، ولكن لا صحة لهذا الاعتقاد. كان عضوا في مجلس المواطنين، وفي عام 1764 كان ضمن اللجنة التي هيّأت الحفلات التذكارية إلى الملك واللوردات والعموم؛ لكن عارض قرار قانون الطابع الذي أقره باتريك هنري في عام 1765، مع العديد من الرجال البارزين الآخرين، لأنه غير حكيم.
اختير في عام 1773 ضمن لجنة المراسلة التي وحدت المستعمرات ضد بريطانيا العظمى في عام 1774، وعُيّن كمندوب إلى الكونغرس، وانتخب فيه أربع مرات. كما كان عضوا في جميع مؤتمرات فرجينيا التي دعت لتنظيم المقاومة، وكان ضمن الحزب الذي قاده إدموند بيندلتون لصالح “معارضة عامة متحدة”. في 10 يونيو 1776، قدم القرار الذي كان قد عرضه ريتشارد هنري لي قبل ثلاثة أيام، ويعلن فيه استقلال المستعمرات الأمريكية، وفي 4 يوليو قدم اعلان الاستقلال وكان أحد الموقعين عليه. وعندما استقال من الكونغرس أصبح عضوا في مجلس مندوبي فرجينيا تحت سلطة الدستور الجديد، واختير كمتحدث رسمي، وشغل هذا المنصب حتى 1781، حيث انتخب بعدها مرتين كحاكم على ولاية فرجينيا. أرسل كمندوب إلى مؤتمر فرجينيا عام 1788، حيث عارض التصديق على الدستور الإتحادي، وساند سياسيين آخرين مثل باتريك هنري و جيمس مونرو وآخرين، حيث طالب بقيام حكومة وطنية لا اتحادية، مع ذلك دعم الدستور بكل بقوة عندما تم تبنيه. توفي هاريسون في أبريل 1791، وفي وقت موته كان عضوا في مجلس فرجينيا التشريعي. كان بنجامين هاريسون كبيرا وسمينا وعانى من النقرس، ولكن كان معروفا حس فكاهته. ورغم أنه لم يكن معروفا بأي مواهب ثقافية، قد كان معروفا عنه الحكم السليم والشرف والإخلاص الذي أكسبه مودة واحترام كل من عرفوه.
كان شقيقه تشارلز جنرالا بارزا في حرب الاستقلال، أما ابنه ويليام هنري هاريسون فقد أصبح الرئيس التاسع للولايات المتحدة، أما ابن حفيده بنجامين هاريسون، الذي سمي عليه، فقد أصبح الرئيس الثالث والعشرين للبلاد.

## عائلة

### والداه وأشقاؤه
ولد هاريسون في 5 أبريل 1726 في مقاطعة تشارلز سيتي بولاية فرجينيا الأمريكية، وكان الابن الأكبر بين عشرة أبناء لبنجامين هاريسون الرابع وآن كارتر. كانت آن كارتر ابنة روبرت كارتر الأول. وصل بنجامين هاريسون الأول إلى المستعمرات في عام 1630 تقريبًا، وبحلول عام 1633، بدأ تقليدًا عائليًا متمثلًا بالعمل في المناصب العامة، وذلك عندما عُين موظفًا في مجلس حاكم فرجينيا. تبع بنجامين الثاني وبنجامين الثالث سلفهما، إذ عملا مندوبين في مجلس بورغيسيس. بنى بنجامين الرابع وزوجته، آن، منزل مانور للعائلة في مزرعة بيركلي؛ شغل بنجامين الرابع منصب قاضي صلح، ومثل مقاطعة تشارلز سيتي في مجلس بورغيسيس. (لاحظ كاتب السيرة الذاتية، كليفورد دودي، أن أفراد أسرة بنجامين هاريسون لم يستخدموا الأرقام الرومانية في أسمائهم. مع ذلك، اعتمدها المؤرخون في الإشارة إلى ترتيب الأفراد في العائلة).
كان بنجامين الخامس في فترة شبابه «طويل القامة وذو بنية قوية»، «وكان ذو ملامح حادة، وذو فم جميل وذقن مدببة وفك قوي». تخرج بنيجامين الخامس من كلية وليام وماري في ولاية فرجينيا. أصبح شقيق بنجامين، كارتر هنري، زعيمًا في مقاطعة كومبرلاند، فيما انتُخب شقيقه، ناثانيال، لعضوية مجلس بورغيسيس، وانتخب بعدها لعضوية مجلس شيوخ ولاية فرجينيا. قاتل شقيق بنجامين، هنري، في الحرب الفرنسية والهندية، وشغل شقيقه، تشارلز هاريسون، منصب عميد في الجيش القاري.

### الميراث والاستعباد
ضربت والد هاريسون، في عمر ال 51، صاعقة عندما كان يحاول إغلاق نافذة الطابق العلوي في منزله خلال عاصفة ضربت المدينة التي يسكنها بتاريخ 12 يوليو 1745، وتوفي على إثرها مع طفلته، حنا، التي كان يحملها بين ذراعيه. ورث بنجامين الخامس الجزء الأكبر من ممتلكات والده، بما في ذلك مزرعة بيركلي والعديد من المزارع المحيطة بها، بالإضافة إلى آلاف الفدانات الممتدة حتى مقاطعة سوري وشلالات نهر جيمس. اشتملت ممتلكات بنجامين أيضًا على عدة مصايد للأسماك وطاحونة في مقاطعة هنريكو. ورث بنجامين أيضًا تجهيزات ومخزون وعبيد منزل مانور. ورث أشقاء بنجامين الخامس ست مزارع وممتلكات وعبيد أيضًا، إذ رفض الأب الامتثال للتقاليد المتبعة في تلك الحقبة الزمنية المتمثلة بتخصيص الورثة بأكملها للابن البكر.
استعبدت أسرة هاريسون وأسلافه ما يقارب 80 إلى 100 شخص. أصر والد هاريسون على عدم تفريق أسر العبيد عند توزيع ممتلكاته. كما كان الحال مع جميع المزارعين، أمن عبيد هاريسون قوت يومهم من المزارع التي عملوا فيها. مع ذلك، عادة ما كان عبيد عائلة هاريسون مكرهين على العمل، ووفقًا للمؤرخ، دودي: «هناك اعتقاد بأن رجال عائلة هاريسون، ولا سيما، الأصغر سنًا منهم والعُزّب ومراقبي العمل، اعتادوا الخروج بجولات ليلية على مساكن العبيد لإشباع رغباتهم الجنسية». امتلك بنجامين هاريسون الخامس مجموعة من المولاتو، مع أنه لا وجود لأي سجلات تتعلق بأصلهم وبعائلاتهم. يظهر دودي تناقضًا إضافيًا في عائلة هاريسون، إذ كتب أن العائلة في بعض النواحي «تحترم العبيد كعائلات، مع شعور أفرادها بالواجب تجاه تلقينهم تعاليم الديانة المسيحية، لكنهم، ومع ذلك، تحفظوا على تعميد أطفال العبيد لاعتبارهم جزءًا من الممتلكات الخاصة بالعائلة».